# Jan van Huchtenburgh

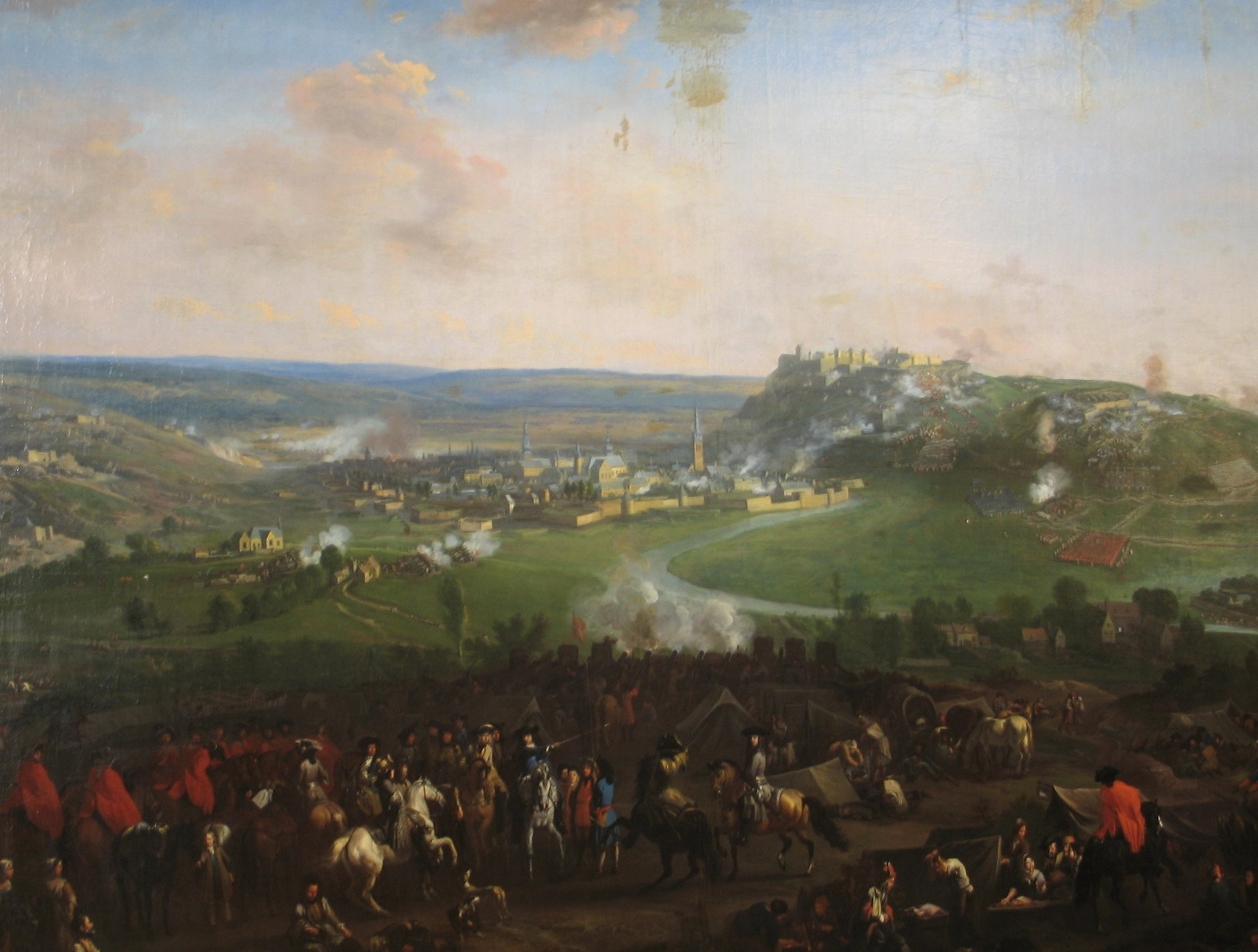
Die Belagerung von Namur, 1695

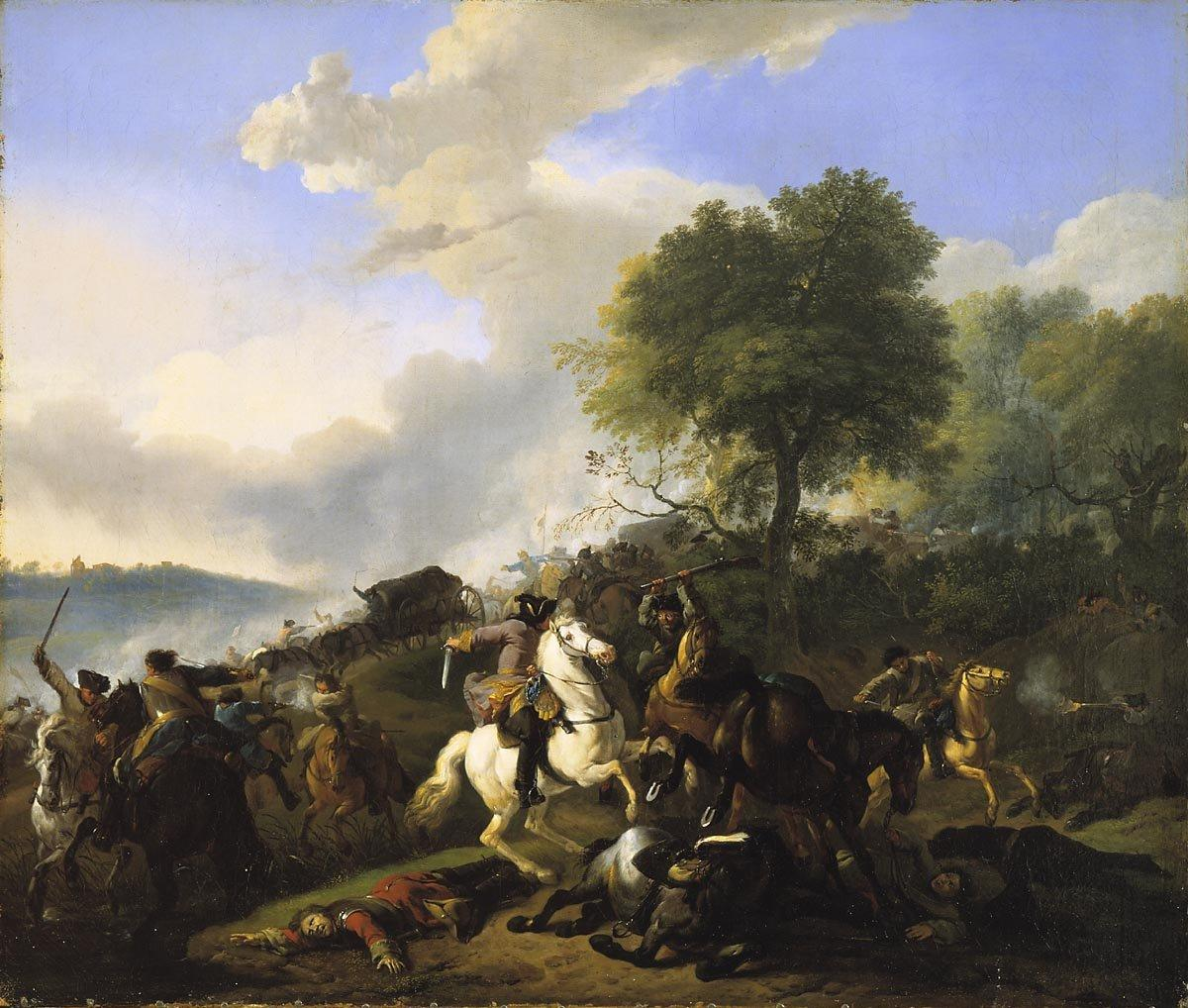
Überfall auf eine Trosskolonne, um 1670/90

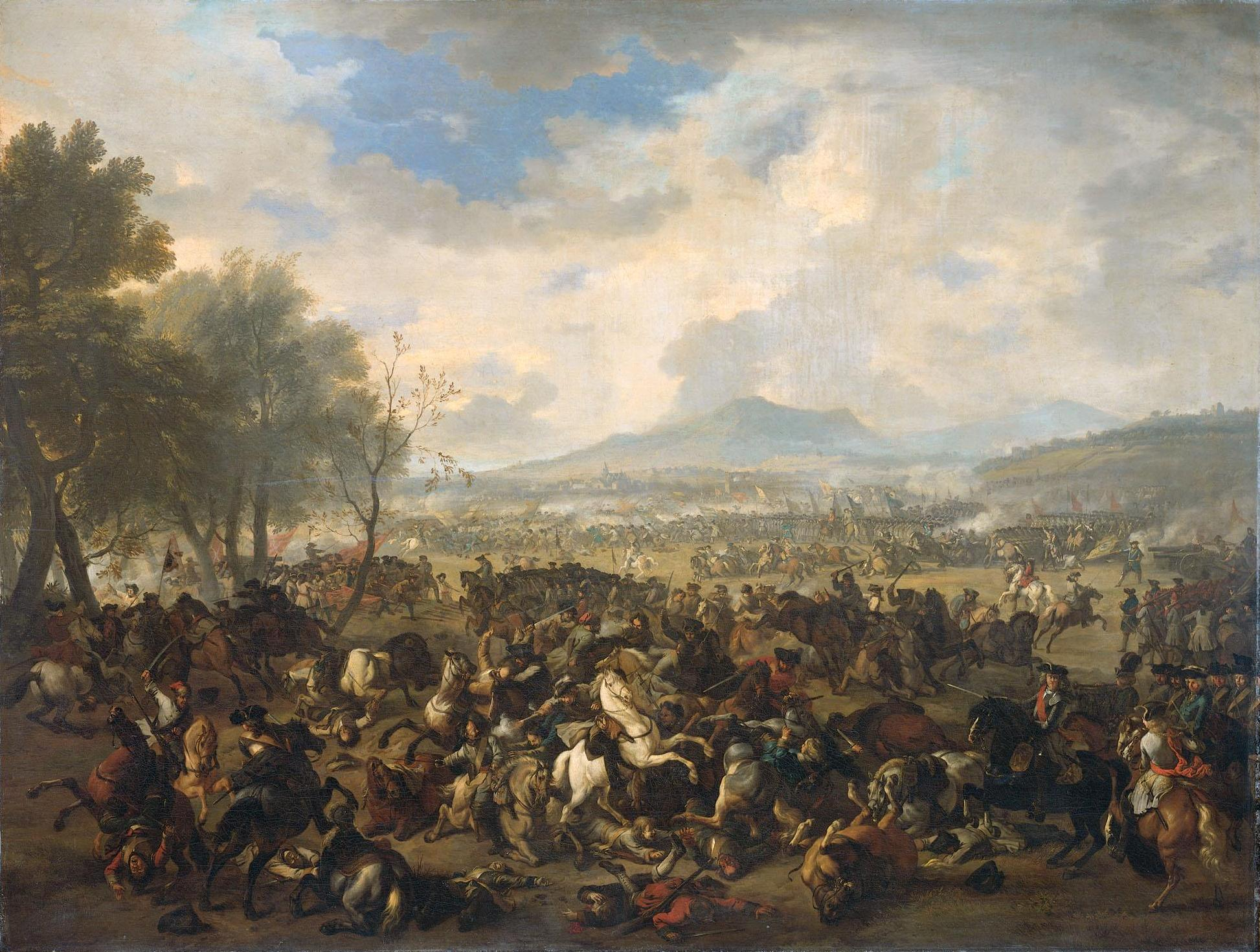
Die Schlacht bei Ramillies

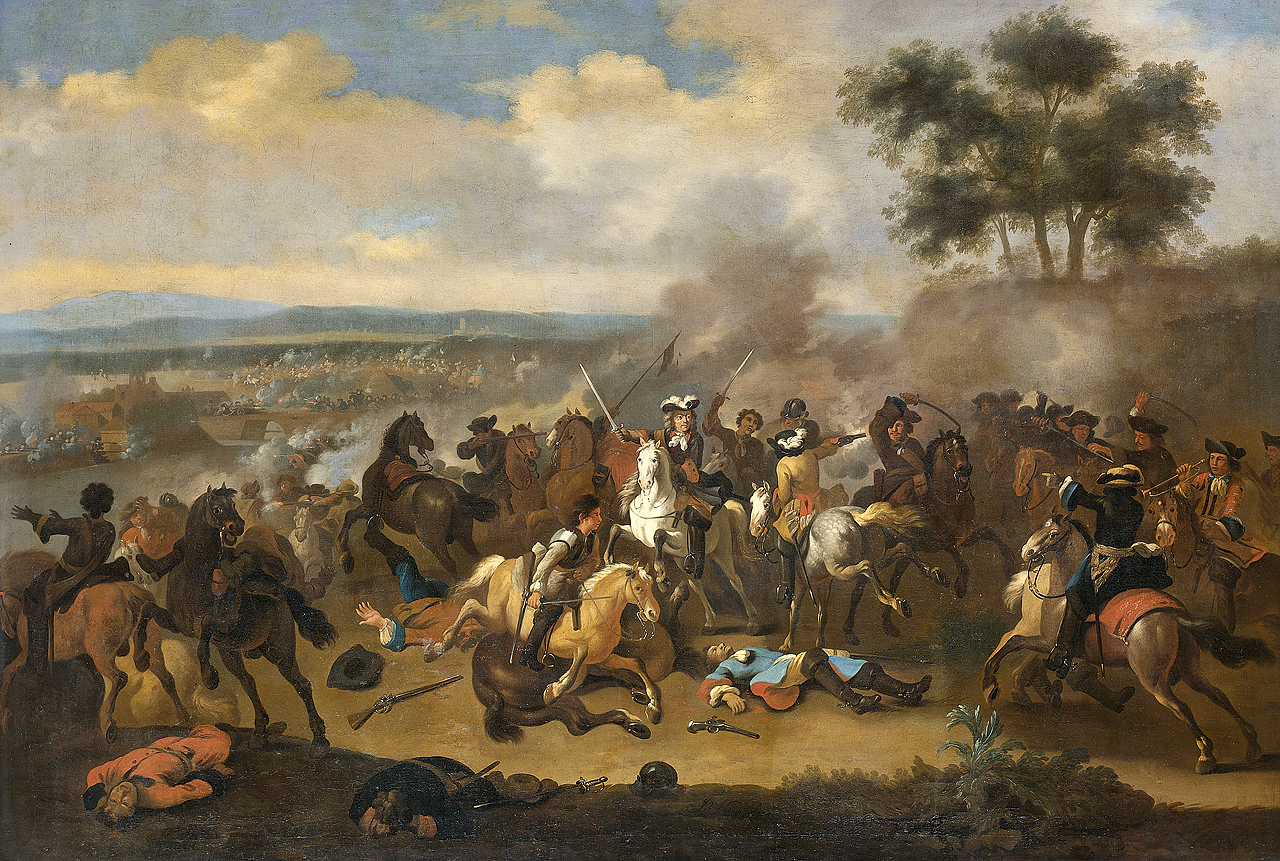
Die Schlacht am Boyne

Jan van Huchtenburgh (* vor 20. November 1647 in Haarlem; † Juli 1733 in Amsterdam) war ein niederländischer Schlachtenmaler, Radierer und Zeichner, aber auch Verleger und Kunsthändler.

## Leben und Werk
Jan van Huchtenburgh lernte bei Thomas Wijck und ging dann noch sehr jung nach Rom zu seinem Bruder Jacob van Huchtenburg, der in Nicolaes Pieterszoon Berchems Manier Landschaften malte. Diese Studienreise nach Italien sollte den Stil des Künstlers nachhaltig prägen.
Nachdem sein Bruder 1667 starb, begab sich Jan nach Paris zu Adam Frans van der Meulen, dem Hofmaler König Ludwigs XIV., bei dem er seine Ausbildung weiter vertiefte. 1670 kam er nach Haarlem zurück, wo er einen Bilderhandel begann. Er begleitete in den Jahren 1708 bis 1717 den österreichischen Feldmarschall Prinz Eugen von Savoyen auf dessen Feldzügen und malte dessen Schlachten in großen Zyklen, die dann auch in einem Bilderwerk des Künstlers (siehe Literatur) gesammelt erschienen. Insgesamt schuf der Künstler zehn Werke für Prinz Eugen. Zwischen 1737 und 1741 kamen mehrere Schlachtenbilder Huchtenburgs aus der Bildersammlung Eugens durch Verkäufe der Erbin Viktoria von Savoyen nach Turin.
Huchtenburgh stach seine Schlachtengemälde später in Kupfer und sicherlich mit Zustimmung seines Auftraggebers. Im Jahr 1720 erschien im Haag ein Prachtband dieser Kupferstiche mit dem Titel: „Batailles gagnées par le Sérénissime Prince Fr. Eugène de Savoye“, herausgegeben vom kaiserlichen Hofhistoriographen Jean Dumont.
1711 begab sich van Huchtenburgh an den Hof des Kurfürsten Johann Wilhelm von der Pfalz, wo er großes Ansehen erlangte. Später lebte er meist im Haag und starb 1733 in Amsterdam.
Die meisten seiner Bilder befinden sich heute in der Galleria Sabauda in Turin.
Huchtenburghs Bilder erinnern im Stil an jene von Philips Wouwerman, doch sind sie von größerer Buntheit und Rohheit der Ausführung. Er stach und radierte auch zahlreiche Blätter nach seinen und van der Meulens Bildern.

## Werke (Auszug)
- Die Erstürmung Belgrads 1688. Öl auf Leinwand, 71 × 88 cm. Staatsgalerie in der Plassenburg, Kulmbach
- Die Gefangennahme des Marschalls Tallard bei Höchstädt 1704. Öl auf Leinwand, 65 × 75 cm. Staatsgalerie in der Plassenburg, Kulmbach
- Die Belagerung von Namur. Öl auf Leinwand, 196,5 × 250,5 cm, Kunsthistorisches Museum Wien, als Dauerleihgabe im Heeresgeschichtlichen Museum, Wien[4]
- Reiterkampf. Öl auf Leinwand, 160 × 192 cm. Kunsthistorisches Museum, Wien
- Reiterüberfall. Öl auf Leinwand, 107 × 145,5 cm. Kunsthistorisches Museum, Wien
- Überfall auf eine Trosskolonne, 1670/90, Öl auf Leinwand, 53,5 × 62,5 cm, Mauritshuis
- Porträt Reichsfürst Heinrich Casimir von Nassau-Dietz, 1692, Öl auf Leinwand, 121 × 165 cm, Rijksmuseum Amsterdam
- Schlacht bei Slankamen, entstanden 1716, Leinwand, 38 × 51 cm[5] private Kunstsammlung des Fürstenhauses Liechtenstein,
- Die Schlacht bei Ramillies, 1706/33, Öl auf Leinwand, 53,5 × 62,5 cm, Mauritshuis
- Die Schlacht am Boyne, 1690/1733, Öl auf Leinwand, 110 × 169 cm, Rijksmuseum Amsterdam
- Die Schlacht bei Staffarda am 18. August 1690, Aus: Jean Dumont baron de Carlscroon und Jean Rousset de Missy, Histoire militaire du Prinz Eugen, 1729, Kupferstich, 53 × 61 cm, Belvedere, Wien
- Schlacht bei Cassano (1705) Öl auf Leinwand, 37 × 52 cm[6]
- Reitergefecht im ersten Vorzimmer des Kaiserappartements der Neuen Residenz in Bamberg.